# Confine tra Repubblica Ceca e Slovacchia

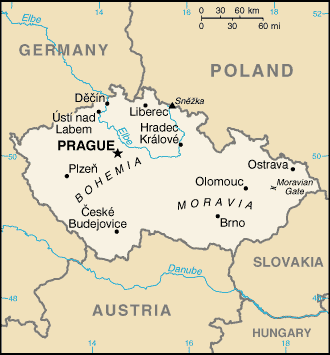
Cartina della Repubblica Ceca con evidenziati i suoi confini.

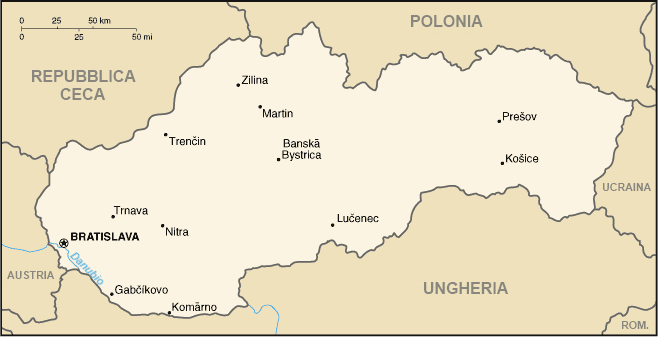
Cartina della Slovacchia con indicati i suoi confini.

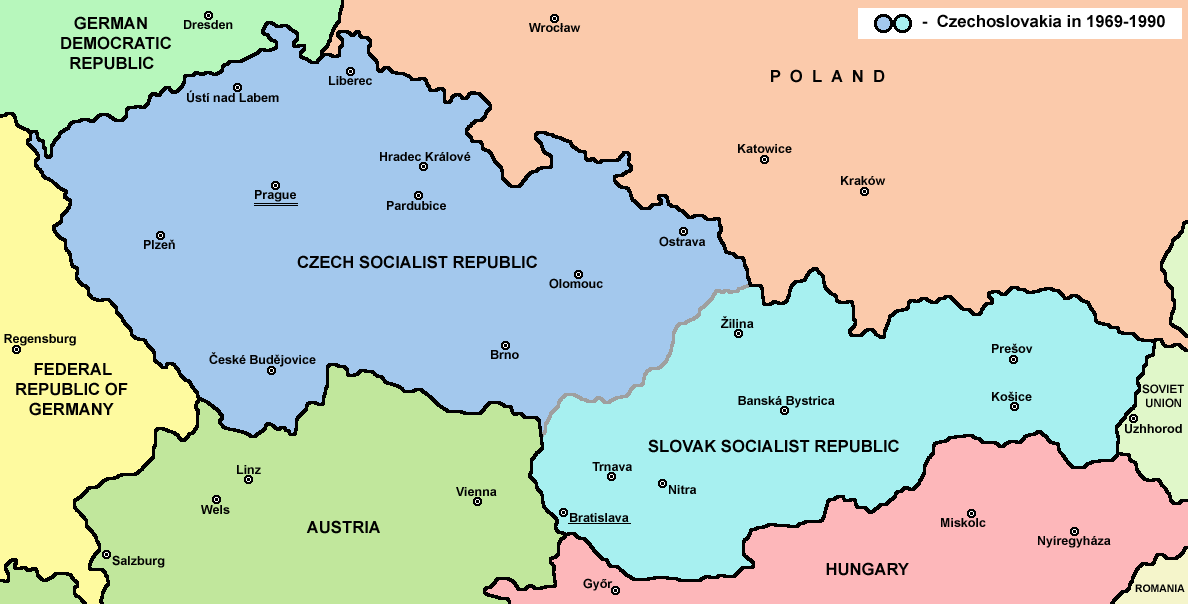
Mappa della Cecoslovacchia prima della sua divisione.

Il confine tra la Repubblica Ceca e la Slovacchia descrive la linea di demarcazione tra i due stati. Ha una lunghezza di 215 km.

## Storia
L'attuale confine fra la Repubblica Ceca e la Slovacchia ha un'origine molto antica, riprendendo salvo piccole modifiche il tracciato dell'antico confine fra il Margraviato di Moravia e il Regno d'Ungheria.
In seguito il confine separò le due metà dell'Impero asburgico, quella austriaca e quella ungherese.
Dopo il 1918, con la creazione della Cecoslovacchia, il confine separò le terre ceche da quelle slovacche (dal 1969 divenute Repubblica Socialista Ceca e Repubblica Socialista Slovacca).
Dal 1º gennaio 1993, con la dissoluzione della Cecoslovacchia, è divenuto ufficialmente un confine di stato.

## Caratteristiche

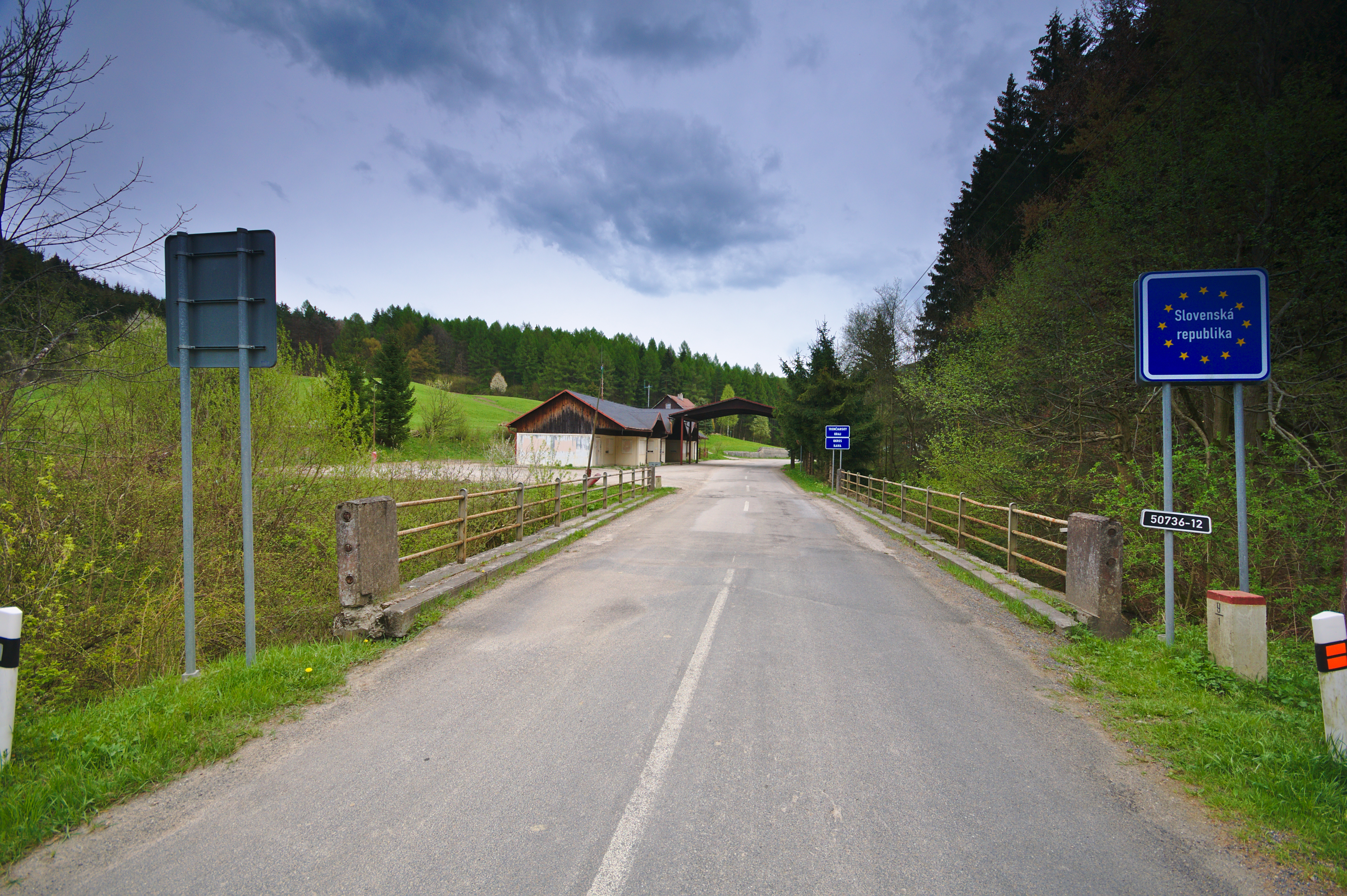
Confine presso Nedašova Lhota e Červený Kameň visto dalla Slovacchia

Il confine riguarda la parte sud-est della Repubblica Ceca e quella nord-ovest della Slovacchia. Ha un andamento generale da sud-ovest verso nord-est.
Inizia alla triplice frontiera tra Austria, Repubblica Ceca e Slovacchia e termina alla triplice frontiera tra Polonia, Repubblica Ceca e Slovacchia.

## Regioni coinvolte
Nella Repubblica Ceca il confine interessa le seguenti regioni:
- Moravia Meridionale
- Regione di Zlín
- Regione di Moravia-Slesia

Nella Slovacchia sono coinvolte le seguenti regioni:
- Regione di Trnava
- Regione di Trenčín
- Regione di Žilina.